# Cyclops sibiricus
Cyclops sibiricus – gatunek widłonoga z rodziny Cyclopidae. Opisał go w 1950 roku szwedzki zoolog Knut Lindberg.